# Erik Goertz
Erik Goertz (* 1964) ist ein deutscher Schauspieler.
Nach zwei Kurzfilmen (Bescheiß kein Kind mit Otto Sander und Blue Moon) erlebte Goertz sein Filmdebüt in Hanno Huths Satire Happy Weekend (1996): Er spielt den jungen bisexuellen Polizisten Joachim Krippo, der einen entlaufenen Häftling (Ralf Richter) jagen soll, sich jedoch lieber dem Gruppensex auf Partys verschreibt. Es folgen das Musical Liebe ist Geschmackssache (1997), die Satire China, Mexiko (1997) und die Kurzfilm-Komödie Roulez Relax (1998). 2006 spielt Erik Goertz den Filmvorführer in Die brachliegenden Gefilde der eigenen Ideen.
Außerdem ist er Präsident des 1. Judo-Club Mönchengladbach.